# 观山乡
观山乡，是中华人民共和国四川省达州市宣汉县曾经下辖的一个乡。2020年6月，撤销观山乡，将原观山乡所属行政区域划归南坪镇管辖。

## 行政区划
观山乡撤销前下辖以下地区：
观山村、修山村、大树村、双营村和双扁村。